# Dun
Ein Dun (keltisch *dūnon; irisch dún, schottisch-gälisch dùn, walisisch din, davon abgeleitet dinas  (deutsch „Stadt“), anglisiert auch Doon oder Down, jeweils mit der Bedeutung „Befestigung“) ist eine zumeist runde bronze- oder eisenzeitliche Anlage aus Trockenmauerwerk mit oft um die 20,0 m Durchmesser (Loher Fort, Moneygashel), die in Westirland häufig und in Schottland auch als „Atlantic Roundhouse“ bekannt ist. Das weitaus häufigere Äquivalent des Dun in Irland ist der irdene Rath.
Irische Duns werden regional auch als Cathair oder Caher (anglisierte Form) oder Cashel, bzw. als Namensteil auch mit Lis oder Lios und lage-, form- bzw. materialbezogen auch als Cliff Fort, Coastal Fort, Promontory Fort, Ring- oder Steinfort bezeichnet. Man findet einige auf Hügeln (Moghane Hillfort), wo sie (aus archäologischer Sicht fälschlich) als Hillforts bezeichnet werden und auf Inseln in Seen (Dun Ban, Dun Cromore in Schottland und Doon Fort im Doon Lough im County Donegal). Doon von Drumsna bezeichnet einen Abschnittswall (Erdwall) der eine Flussschleife abriegelt.
Die Anlagen wurden früher in die Gruppe der Forts eingeordnet. Diese wurden, so war die Ansicht, als Hillforts ab etwa 1200 v. Chr. und als Duns ab etwa 700 v. Chr. errichtet. Ein früherer Ursprung der Duns wird jedoch durch die Ausgrabungen auf Aughinish Island im County Limerick belegt. Hier wurde in einem Dun, neben anderen Fundstücken, ein spätbronzezeitlicher Meißel vom Typ Dowris zusammen mit einem früheisenzeitlichen Objekt gefunden. Somit ist es möglich, dass die Errichtung auf Aughinish Island während der Dowris-Phase stattfand. Diese Ansicht vertraten die Archäologen Michael J. O’Kelly und Seán P. O’Riordain bereits seit längerem.

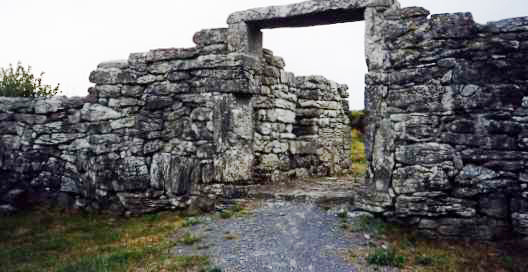
Der rekonstruierte Zugang zum Dun Cahermore (Burren)

## Lokale Formen und Verbreitung

### Irland

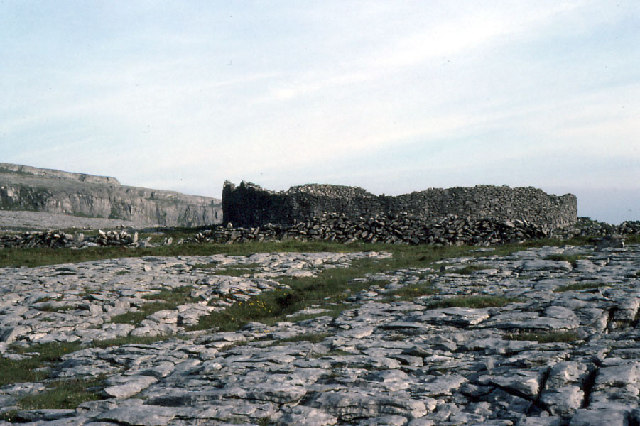
Dhuin Irghuis oder Caherdooneerish im Burren

Dun ist mit Bezug auf einstige oder noch existente Anlagen dieser Art, auch Namensteil irischer Castles (Dunguaire Castle) und Orte auf den Britischen Inseln (Dundalk, Dundee, Dún Laoghaire). Mitunter kommen die anglisierten Formen Don oder Doon vor (z. B. Donaghmore, Donegal oder Doonmore). Die Bezeichnung Caher ist im Südwesten als Präfix von Ortsnamen (Caherdaniel, Cahersiveen) verbreitet. Die Namen verweisen auf ein reales, gegebenenfalls auch auf ein ausgegangenes Dun. Die bekanntesten (weitgehend) erhaltenen bzw. größeren irischen Duns sind Dún Dúchathair, Dun Aengus, Dún Eochla und Dún Eoghanachta auf der Araninsel Inishmore im County Galway sowie Dunbeg Fort (das kleine Dun) und Dunmore (das große Dun) auf der Dingle-Halbinsel im County Kerry. Die letzteren beiden Namen kommen auch in anderen Countys vor.
Unter den restaurierten, primär großen Duns, die auch als Steinforts bezeichnet werden, sind Staigue Fort und Cahergal im County Kerry, Dún Dúchathair auf Aran und der Grianán von Aileach im County Donegal hervorzuheben. Merkmal jener Duns, die als Cliff- oder Promontory Forts bezeichnet werden, ist ihre Lage. Im Inland liegen sie an einer steilen Geländekante, am Meer an Klippen. Solche Lagen hatten den Vorteil, dass man beim Bau der Umwallung einen größeren Teilbereich (etwa 40 %) einsparte und lediglich halbkreisartige Anlagen schuf.
Duns entstanden sogar auf winzigen Inseln, wie Doon Fort (ein See-Dun), in Donegal, das 90 % der gesamten Felseninsel einnimmt und zuweilen als Crannóg angesehen wird. Ein weiteres Merkmal von Duns (besonders aber von Raths) können Souterrains sein, die zwar auch als eigenständige Anlagen vorkommen, aber oft im Kontext mit Raths oder Duns, wie im Drumena Cashel im County Down angetroffen werden. Insgesamt können der Gattung Ringanlagen aus Erde und Stein auf der irischen Insel (einschließlich Nordirland) die gewaltige Zahl von 35.000 bis 40.000 Anlagen zugerechnet werden.

### Schottland

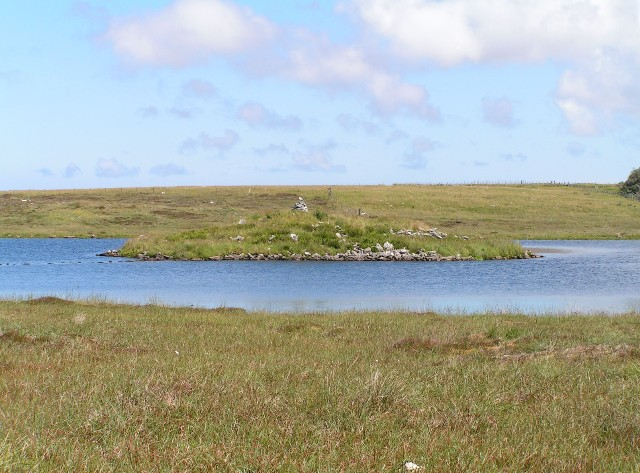
Dun-Ruine im Loch Steinacleit (Isle of Lewis; Schottland)

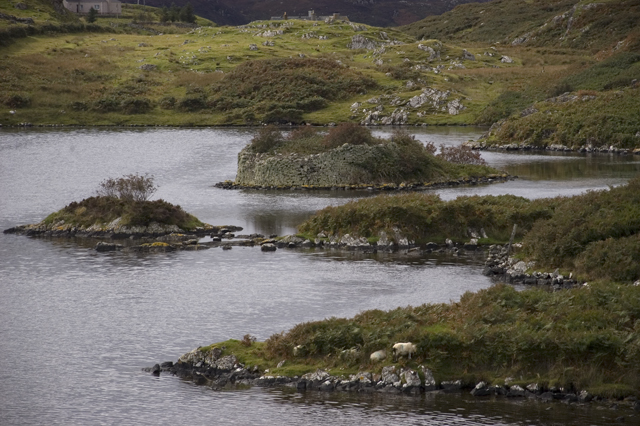
Dun Cromore im Loch Cromore auf Lewis

Die Liste der Bodendenkmale der Royal Commission on Ancient and Historical Monuments of Scotland (RCAHMS) weist für Schottland insgesamt 814 duns aus. Der Begriff wird in Schottland gebraucht, um verschiedenartige steinernen Einhegungen (Atlantic Roundhouses wie Dun Ban, aber auch Brochs (Dun Ardifuir I) oder Wheelhouses) zu beschreiben, die von der 2. Hälfte des 1. Jahrtausends v. Chr. bis zur 2. Hälfte des 1. Jahrtausends n. Chr. gebaut und genutzt wurden.
Sie stellen vielfältige Strukturen dar, die aus Trockenmauerwerk bestehen. Die meisten Duns besetzen in der landwirtschaftlichen Fläche nicht nutzbare Standorte. Duns sind relativ einfache, meist runde oder ovale Strukturen, die aber Anomalien in der Form zeigen können, die durch die Morphologie der Landschaft bestimmt werden. Sie können von kleineren Außenwerken begleitet sein (besonders im Zugangsbereich). In einigen Fällen wird das Dun durch mehrere Außenanlagen umgeben, was einen anderen Status oder verschiedenartige Funktionen widerspiegelt. Außer den einfachen Duns gibt es einige, die einen höheren Grad architektonischer Komplexität, primär durch intramurale Aspekte zeigen. Sie werden „Galleried Duns“ genannt. Zusätzlich zur Galerie unterteilt sich die Gruppe durch weitere bauliche Strukturen (z. B. Bermen, Mauernischen, Wächterzellen, Treppen, ungewöhnlich dicke Wände und gerade Fugen innerhalb der Wände, die einen schrittweisen Bau andeuten). „Galleried Duns“ unterscheiden sich von den anderen, mit Ausnahme von Dun Ardifuir I, auch durch den erhöhten Standort. Ihr Bau fällt in die Phase der Entwicklung von Brochs, mit denen sie viele Dispositionen und die Datierung teilen.
In mehreren Fällen kommen duns, forts und brochs in räumlicher Nähe, teilweise auch als aufeinander folgende Überbauungen vor, wie dies etwa für Dun Lagaidh (Highlands) beschrieben ist: „A complex on an oval rocky hill comprising a timber-laced fort, now vitrified, overlaid by a dun“.
Etwa ein Viertel der Duns (202) ist auf den Western Isles konzentriert.
In Schottland ist Dun auch Namensteil vieler runder Türme, denen die Normannen die Bezeichnung Broch gaben. Duns wurden zwischen 300 v. Chr. und 1300 n. Chr. (nach Stout) in der späten Eisenzeit und in der frühchristlichen Zeit gebaut bzw. genutzt. Mehr als 100 Orte in Großbritannien (primär in Schottland) haben Dun als Präfix. In der Grafschaft Angus existiert in der Nähe von Brechin ein Ort namens Dun, und im Grenzgebiet liegt Duns. Wesentlich seltener sind hier die Präfixe Rath (5) oder Rat (13).
Duns in Schottland:
- An Dun (Mull)
- An Sean Dun
- Dun Aisgain
- Dun an Sticir
- Dun Ara
- Dun Ardifuir I
- Dun Ban
- Dun Bharabhat (Great Bernera)
- Dun Bharabhat (Lewis and Harris)
- Dun Bharpa
- Dun Boraige Moire
- Dun Bragar
- Dun Castle Dounie
- Dun Choinichean
- Dun Cromore
- Dun Cuier
- Dun Dornaigil
- Dùn Èistean
- Dun Haunn
- Dun Hiader
- Dun im Loch Duin
- Dun Kildonan
- Dun Lagaidh
- Dun Leccamore
- Dun Mhadaidh
- Dun nan Gall
- Dun Ringill
- Dun Urgadul
- Dunadd
- Tigh An Duine

### Wales

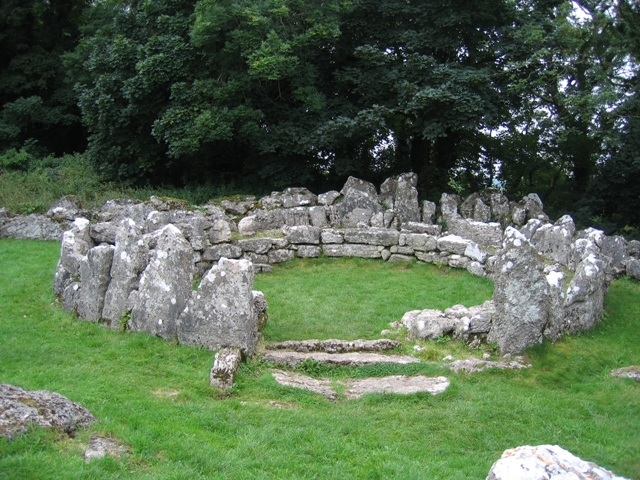
Din Lligwy

In Wales gibt es die „Din Lligwy Hut Group“. Einen auf einer Klippe gelegenen römerzeitlichen Komplex von runden und eckigen Steinhütten innerhalb einer Einhegung. Bwrdd Arthur (oder Din Sylwy) ist ein Hillfort bei Llanddonna. Aber auch Megalithanlagen wie Din Dryfol und Din Lligwy tragen die Bezeichnung Din; allerdings liegen alle auf der Insel Anglesey. Din oder Dyn kommen in Wales als Prefix und Suffix in Anlagen- und Ortsnamen vor (Tydd yn Bleiddin bzw. Dinas).

## Funktion
Ob Duns andere Aufgaben hatten, ist nicht gesichert. In der englischsprachigen Archäologie wird der fortifikatorische Charakter der Anlagen betont.
Es wird jedoch eingewandt, dass etliche Anlagen den technischen Aufgaben einer Befestigung nicht gerecht würden: Sie seien zu klein, um verteidigbar zu sein oder einer Belagerung standzuhalten, strategisch ungünstig gelegen und wiesen eine wehruntaugliche Innenbebauung sowie äußere Anlagen auf. So liegen etwa beim Dún Chonchúir auf der Aran-Insel Inishmaan an den Außenmauern zwei Rampen, die zwei Meter unterhalb der Mauerkrone enden. Der Autor folgert daraus, dass es sich bei den Anlagen um Kultbauten handelt. Aus frühchristlicher Zeit ist überliefert, dass Clanchiefs, die sich zum Christentum bekehrten, den Mönchen ihr Dun übergaben. Die frühesten irischen Klöster entstanden in ehemaligen Duns oder setzten architektonisch die Form der Duns in kaum gewandelter Form fort. Duns oder Raths werden in der irischen Mythologie mit Göttern oder den mit göttergleichen Fähigkeiten ausgestatteten Helden (nach Art des Herkules) in Verbindung gebracht.

## BezeichnungDun
Das Wort Dun taucht in vielen von ursprünglichen Festungen abgeleiteten Ortsbezeichnungen auf wie Dùn Èideann, schottisch-gälisch für Edinburgh, oder Dún na nGall, irisch-gälisch für „Festung der Fremden“, anglisiert Donegal. Cill an Dúin (Killadoon) bedeutet „Kirche des Dun“. Die über 100 Orte in Großbritannien, die das Präfix Dun führen, gehen sicher mehrheitlich auf die keltische Bezeichnung zurück. Anglisierte Formen des Worts in Irland sind Doon oder Down, etwa im Ortsnamen Downpatrick oder im Countynamen Down in Nordirland. Das protokeltische Wort ist *Dūno-, das mit englisch town und deutsch Zaun urverwandt ist und die Bedeutung „Palisadenwerk, Burg, befestigter Ort“ hat.
Das Wort ist nicht nur auf den Britischen Inseln, sondern auch etwa in Frankreich, der Schweiz, Deutschland, Serbien und Rumänien in Namen enthalten, beispielsweise:
- Lundunum = London
- Lugdunum (Dun des Lugh) = Lyon und Leiden
- Noviodunum = Nevers
- Dunum = Thun
- Verodunum = Verdun
- Eburodunum = Yverdon
- Minnodunum = Moudon
- Noviodunum = Nyon
- Cambodunum = Kempten
- Dunum = Dunum
- Tarodunum = (Kirch)zarten bei Freiburg
- Partanum = Partenkirchen
- Singidunum = Belgrad
- Novidunum = Isaktscha
- Dunonia = Widin

Dun ist auch Bestandteil von Familiennamen wie zum Beispiel Dunsmore (auch Dunsmuir, Dunsmur, Dunmoor oder Dunmore).

## Bezeichnung Lios oder Lis
Diese anderen Bezeichnungen für Dun tauchen in Irland und Schottland regional auf z. B. in:
- Dunluce Castle (als Doppelung Dun + Lios)
- Lisnagade Ráth (als Doppelung lis + rath)
- Lismore (Irland)
- Lismore (Schottland)
- Lisburn
- Liscannor
- Lisdoonvarna (als Doppelung lis + doon)
- Ringfort Lios-na-gCon
- Steinkreis von Grange